# Грейнджер (Нью-Йорк)
Грейнджер (англ. Granger) — місто (англ. town) в США, в окрузі Аллегені штату Нью-Йорк. Населення — 519 осіб (2020).

## Демографія
Згідно з переписом 2010 року, у місті мешкало 538 осіб у 218 домогосподарствах у складі 148 родин. Було 413 помешкання
Расовий склад населення:
| - 98,3 % — білих - 0,2 % — корінних американців - 1,5 % — осіб інших рас |

До двох чи більше рас належало 0,0 %. Частка іспаномовних становила 0,4 % від усіх жителів.
За віковим діапазоном населення розподілялося таким чином: 23,0 % — особи молодші 18 років, 60,5 % — особи у віці 18—64 років, 16,5 % — особи у віці 65 років та старші. Медіана віку мешканця становила 45,0 року. На 100 осіб жіночої статі у місті припадало 116,1 чоловіків;  на 100 жінок у віці від 18 років та старших — 120,2 чоловіків також старших 18 років.
Середній дохід на одне домашнє господарство  становив 62 746 доларів США (медіана — 52 955), а середній дохід на одну сім'ю — 73 845 доларів (медіана — 57 353). Медіана доходів становила 43 125 доларів для чоловіків та 32 250 доларів для жінок. За межею бідності перебувало 11,5 % осіб, у тому числі 13,1 % дітей у віці до 18 років та 18,9 % осіб у віці 65 років та старших.
Цивільне працевлаштоване населення становило 279 осіб. Основні галузі зайнятості: освіта, охорона здоров'я та соціальна допомога — 26,2 %, будівництво — 24,4 %, виробництво — 14,7 %, науковці, спеціалісти, менеджери — 9,7 %.